# Vöröshátú cinege

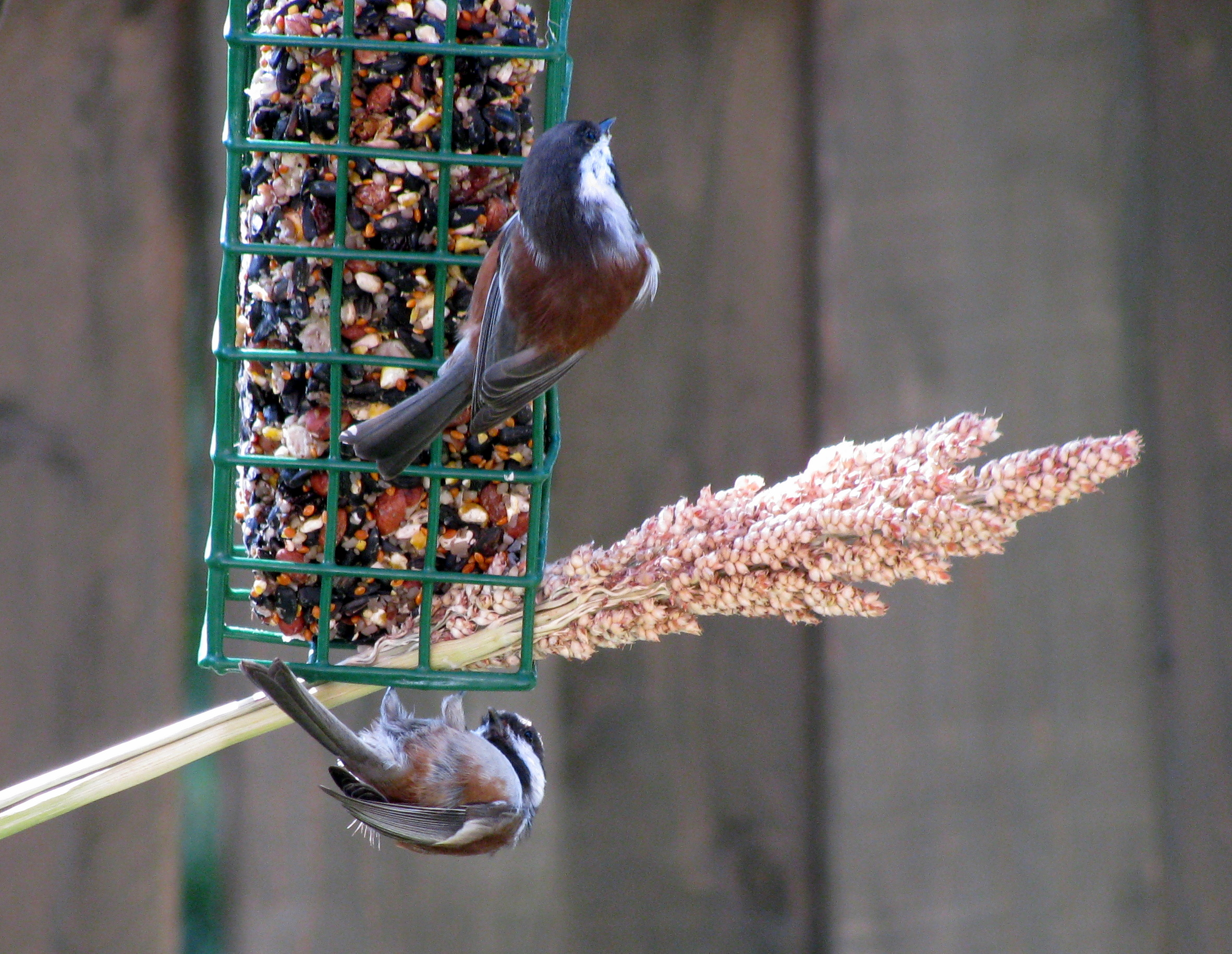

A vöröshátú cinege (Poecile rufescens) a verébalakúak (Passeriformes) rendjébe, ezen belül a cinegefélék (Paridae) családjába tartozó faj.

## Rendszerezése
Sorolták a Parus nemhez Parus rufescens néven.

## Előfordulása
Az Amerikai Egyesült Államok alacsonyan fekvő magas tűlevelű és lombhullató erdőiben honos.

## Alfajai
- Poecile rufescens rufescens
- Poecile rufescens neglectus
- Poecile rufescens barlowi

## Megjelenése
Testhossza 11,5–12,5 centiméter, testsúlya 8,5–12,6 gramm. Feje és farka fekete, arca és hasa fehér, szárnya barna. 
|  |

## Életmódja
Tápláléka nagyrészt rovarokból és más gerinctelenekből áll. Télen gyakran látogatja a madáretetőket.

## Szaporodása
Fészkéhez felhasználja az elhagyott harkály odúkat, de ha kell készít magának. A fészket szőrrel béleli. Fészekalja általában 5–8 (néha 9) tojásból áll.

## Fordítás
- Ez a szócikk részben vagy egészben  a   Chestnut-backed Chickadee című angol Wikipédia-szócikk fordításán alapul.  Az eredeti cikk szerkesztőit annak laptörténete sorolja fel. Ez a jelzés csupán a megfogalmazás eredetét és a szerzői jogokat jelzi, nem szolgál a cikkben szereplő információk forrásmegjelöléseként.